# Palazzetto di Francesco Maria de' Medici
Il Palazzetto dei Medici (o Palazzo di Francesco Maria de' Medici) è un edificio storico di Firenze, situato in via Matteo Palmieri 9, unito internamente alla torre di Corso Donati.

## Storia e descrizione
Il palazzo sorge su proprietà attestate nel Medioevo come dei Donati, passate agli Amadori (1555), ai Finali (1595) e quindi, nel 1659, portate in dote da Diadora di Cosimo Finali al marito, Francesco Maria de' Medici, appartenente a un ramo secondato del casato fiorentino dal quale ha assunto la denominazione ancora corrente. 
Nell'insieme mostra un disegno contenuto ed equilibrato, ancora nel solco della tradizione quattrocentesca, sebbene databile al Cinquecento. Al piano inferiore resta solo una finestra originale (le altre sono state trasformate in botteghe), ma al piano superiore è ancora ben conservato. Sul portone è una nicchia con il busto in marmo di Ferdinando I de' Medici, accompagnato da iscrizioni e datato 1602. La scultura è in grave stato di degrado, con fenomeni di esfoliazione e caduta di materia che si sono in particolare evidenziati nel corso degli ultimi anni. 

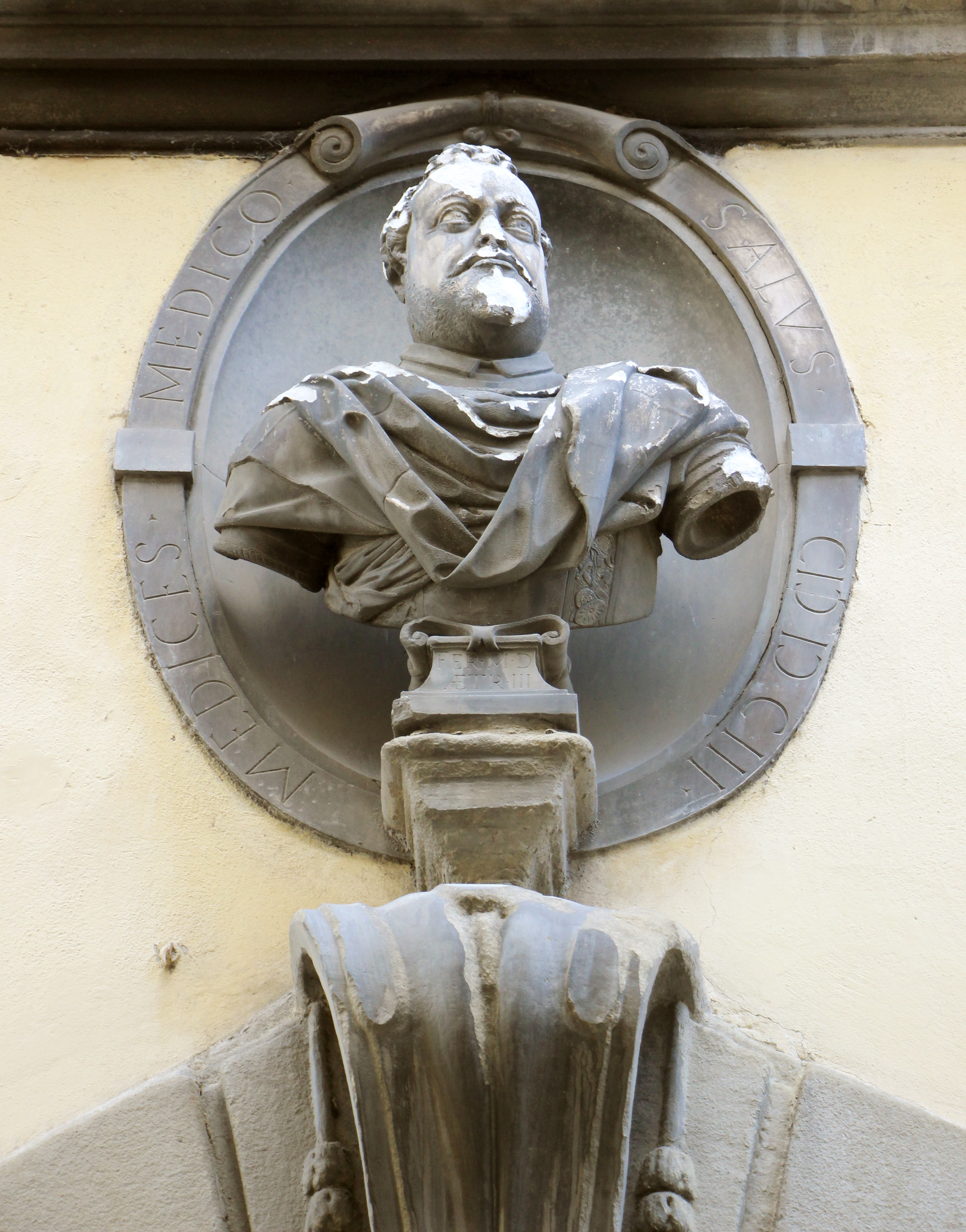
Il busto
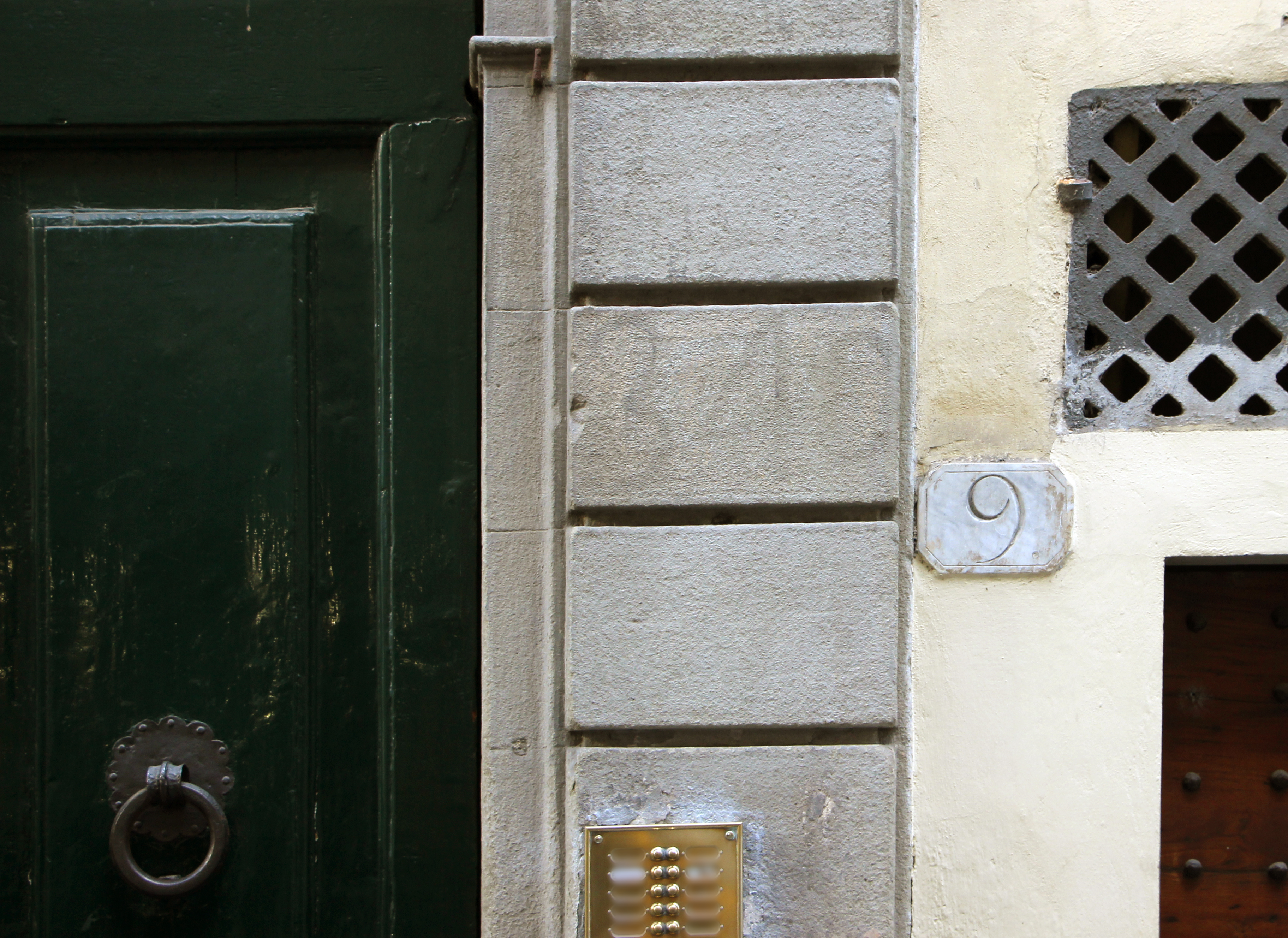
Vecchio numero stradale sul portale